# Andinsk klippfågel
Andinsk klippfågel (Rupicola peruvianus) är en tätting i familjen kotingor som lever i Anderna i Sydamerika och är Perus nationalfågel.

## Taxonomi och utbredning
Andinsk klippfågel tillhör familjen kotingor och är en av två arter i släktet klippfåglar (Rupicola), där den andra är guldklippfågel (Rupicola rupicola). Den förekommer i norra Andernas molnskogar, i ett bälte som sträcker sig från Venezuela genom Colombia, Ecuador och Peru till Bolivia, på höjder mellan 500 och 2 400 meter.
Andinsk klippfågel delas vanligtvis upp i fyra underarter som alla förekommer i Anderna:
- Rupicola peruvianus sanguinolentus – västra Colombia och nordvästra Ecuador.
- Rupicola peruvianus aequatorialis – östra Colombia till västra Venezuela, i östra Ecuador och östra Peru
- Rupicola peruvianus peruvianus – i centrala Peru, från San Martín till Junín.
- Rupicola peruvianus saturatus – sydöstra Peru, i Cusco och Puno, och i västra Bolivia

I litteratur förekommer även den grammatiskt felaktiga synonymen Rupicola peruviana som vetenskapligt namn för arten.

## Utseende och fältkännetecken

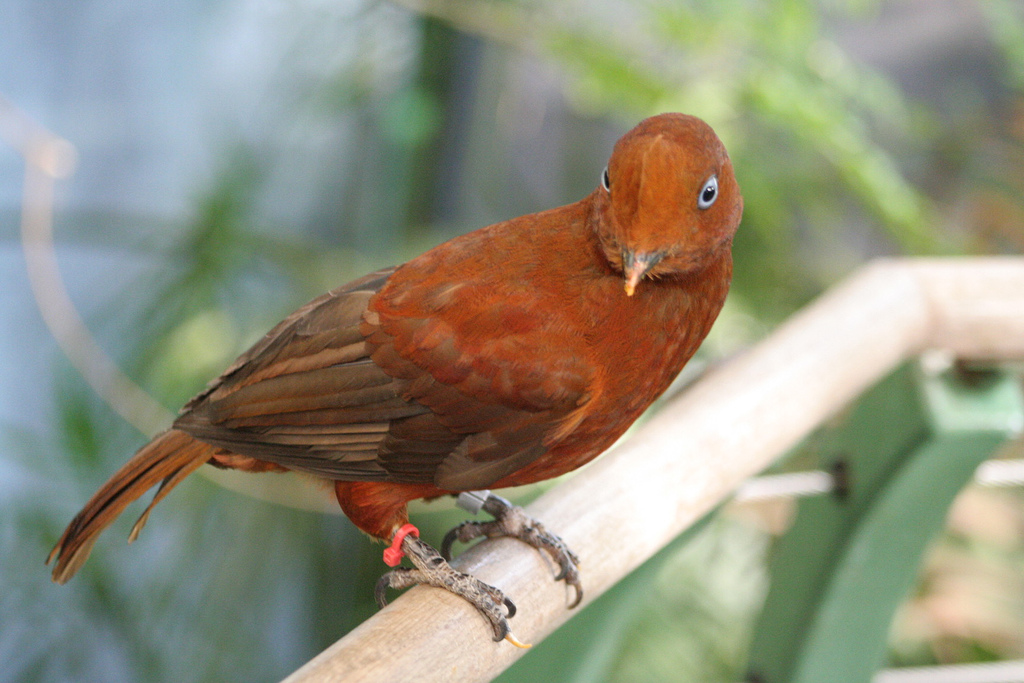
Hona av nominatformen.

Den andinska klippfågeln har en längd på cirka 32 centimeter och en robust, något rundad kropp med kraftiga ben. Arten uppvisar en tydlig könsdimorfism, hanen är klart orangefärgad eller röd med svart stjärt och svarta och gråa vingar och har en karakteristisk halvmåneformad kam på huvudet som sträcker sig fram över näbben, medan honan är mer oansenligt brunaktig färgad och har en mindre kam.

## Ekologi
Den hittas ofta i raviner och längs skogklädda bäckstränder. Den livnär sig främst på frukt och insekter. Under häckningstiden samlas fåglarna på en gemensam spelplats, där hanarna visar upp sin kam och konkurrerar om att attrahera honorna.

## Status och hot
Arten har ett stort utbredningsområde och en stor population, men tros minska i antal, dock inte tillräckligt kraftigt för att den ska betraktas som hotad. Internationella naturvårdsunionen IUCN listar därför arten som livskraftig (LC).